# Guillermo Aréchiga Santamaría
José Guillermo Aréchiga Santamaría (Puebla de Zaragoza, Puebla, 2 de septiembre de 1958) es un maestro y político mexicano, miembro del partido Movimiento Regeneración Nacional (Morena). Ha sido en dos ocasiones diputado federal y desde el 1 de agosto de 2019 se separó del cargo para integrarse como titular en la Secretaría de Movilidad y Transporte en el gobierno estatal de Puebla, cargo que ocupó hasta el 10 de marzo de 2021.

## Reseña biográfica
Guillermo Aréchiga Santamaría es licenciado en Educación Media en el Área de Telesecundaria por la Normal Superior del Estado de Puebla y tiene una maestría en Educación por el Instituto Tecnológico y de Estudios Superiores de Monterrey.
Desde 1982 hasta 1989 ejerció su carrera como director de diferentes Telesecundarias en el estado, y en 1990 se desempeñó como supervisor escolar. Durante todo este periodo, ejerció además como integrante del Sindicato Nacional de Trabajadores de la Educación (SNTE), ocupando muy diversos cargos en la sección 51, e incluso en el comité ejecutivo nacional del mismo, donde fue secretario de Investigación y Capacitación Superior de 1998 a 2001 y secretario de Organización de 2001 a 2004.
Miembro del Partido Revolucionario Institucional desde 1978, partido que lo postuló candidato a diputado federal en 2003 en representación del distrito 2 de Puebla, siendo electo a la LIX Legislatura en donde fue secretario de la comisión de Educación Pública y Servicios Educativos e integrante de las comisiones de Trabajo y Previsión Social; y de Cultura. 
Renunció al PRI y se unió al Partido Acción Nacional, por el que fue elegido diputado a la LVIII Legislatura del Congreso del Estado de Puebla por la vía de la representación proporcional para el periodo de 2011 a 2014; en la que fue, entre otros cargos, presidente de la Junta de Coordinación Política.
En 2018 dejó el PAN y fue lanzado como candidato a diputado federal por el distrito 9 de Puebla por la coalición Juntos Haremos Historia, y siendo electo a la LXIV Legislatura, en la que fue secretario de la comisión de Ciencia, Tecnología e Innovación; e integrante de las Educación, de Gobernación y Educación, de Presupuesto y Cuenta Pública, y de Puntos Constitucionales. Se separó de cargo por licencia a partir del 16 de julio de 2019, para ser secretario de Movilidad y Transporte en el gobierno de Puebla encabezado por Miguel Barbosa Huerta a partir del 1 de agosto del mismo año. cargo que ocupó hasta el 10 de marzo de 2021.